# Romilly-sur-Andelle
Romilly-sur-Andelle je naselje in občina v severnem francoskem departmaju Eure regije Zgornje Normandije. Naselje je leta 2008 imelo 2.679 prebivalcev.

## Geografija
Kraj leži v pokrajini Normandiji ob reki Andelle, 43 km severno od Évreuxa.

## Uprava
Občina Romilly-sur-Andelle skupaj s sosednjimi občinami Amfreville-les-Champs, Amfreville-sous-les-Monts, Bacqueville, Bourg-Beaudouin, Charleval, Douville-sur-Andelle, Écouis, Fleury-sur-Andelle, Flipou, Gaillardbois-Cressenville, Grainville, Houville-en-Vexin, Letteguives, Ménesqueville, Mesnil-Verclives, Perriers-sur-Andelle, Perruel, Pont-Saint-Pierre, Radepont, Renneville in Vandrimare tvori kanton Fleury-sur-Andelle s sedežem v Fleuryju, sestavni del okrožja Les Andelys.

## Zanimivosti
- cerkev sv. Jurija iz 11., 13. in 19. stoletja,
- dvorec Château de Canteloup iz 17. stoletja.

## Pobratena mesta
- Biebesheim am Rhein (Hessen, Nemčija)